# Ултово
Ултово (пол. Ułtowo) — село в Польщі, у гміні Бельськ Плоцького повіту Мазовецького воєводства.
Населення — 99 осіб (2011).
У 1975-1998 роках село належало до Плоцького воєводства.

## Демографія
Демографічна структура станом на 31 березня 2011 року:
|          | Загалом | Допрацездатний вік | Працездатний вік | Постпрацездатний вік |
| -------- | ------- | ------------------ | ---------------- | -------------------- |
| Чоловіки | 49      | 16                 | 31               | 2                    |
| Жінки    | 50      | 15                 | 27               | 8                    |
| Разом    | 99      | 31                 | 58               | 10                   |